# فهرست عاملین اصلی هولوکاست
این لیست شامل افرادی است که در شکل‌گیری هولوکاست نقش داشته‌اند:
| نام                              | عکس | تاریخ تولد      | تاریخ مرگ          | سن در هنگام مرگ  | نقش | سرانجام |
| -------------------------------- | --- | --------------- | ------------------ | ---------------- | --- | --- |
| آدولف هیتلر                      |     | ۲۰ آوریل ۱۸۸۹   | ۳۰ آوریل ۱۹۴۵      | ۵۶ سال، ۱۰ روز   | رهبر حزب نازی در رایش سوم صدراعظم آلمانپیشوای آلمان                                                                              | خودکشی با شلیک گلوله |
| هاینریش لوئیتپولد هیملر          |     | ۷ اکتبر ۱۹۰۰    | ۲۳ مه ۱۹۴۵         | ۴۴ سال، ۲۲۸ روز  | رایشسفورر-اس‌اس فرمانده اس‌اس و پلیس آلمان وزیر کشور رایش سوم                                                                      | دستگیر شد؛ با بلعیدن کپسول سیانور خودکشی کرد |
| راینهارد تریستن اویگن هایدریش    |     | ۷ مارس ۱۹۰۴     | ۴ ژوئن ۱۹۴۲        | ۳۸ سال، ۸۹ روز   | رئیس اداره اصلی امنیت رایش | در عملیات انتروپوید ترور شد |
| اوتو آدولف آیشمان                |     | ۱۹ مارس ۱۹۰۶    | ۳۱ مه ۱۹۶۲         | ۵۶ سال، ۷۳ روز   | رئیس اداره مربوط به امور یهودیان در گشتاپو                                                                                       | در سال ۱۹۵۰ به آرژانتین فرار کرد؛ در می ۱۹۶۰ توسط موساد دزدیده شد، به اسرائیل برده شد، محاکمه و اعدام شد                                          |
| هرمان ویلهلم گورینگ              |     | ۱۲ ژانویه ۱۸۹۳  | ۱۵ اکتبر ۱۹۴۶      | ۵۳ سال، ۲۷۶ روز  | فرمانده لوفت‌وافه رئیس رایشتاگ وزیر نیروی هوایی رایش سوم                                                                          | در دادگاه نورنبرگ به اعدام محکوم شد؛ قبل از اعدام با سیانور خودکشی کرد                                                                            |
| هاینریش مولر                     |     | ۲۸ آوریل ۱۹۰۰   |                    |                  | رئیس گشتاپو | ناپدید شد؛ احتمالاً در می ۱۹۴۵ در برلین کشته‌شده |
| اودیلو گلوبوکنیک                 |     | ۲۱ آوریل ۱۹۰۴   | ۳۱ مه ۱۹۴۵         | ۴۱ سال، ۴۰ روز   | رهبر اس‌اس و پلیس در دولت عمومی رئیس عملیات راینهارد                                                                              | با سیانور خودکشی کرد |
| تئودور آیکه                      |     | ۱۷ اکتبر ۱۸۹۲   | ۲۶ فوریه ۱۹۴۳      | ۵۰ سال، ۱۳۲ روز  | یک مقام بالا در ساخت اردوگاه‌های کار اجباری آلمان نازی اولین فرمانده لشکر سوم زرهی اس‌اس توتنکوپف که به‌دلیل جنایات بسیار بدنام بود | کشته‌شده در جنگ جهانی دوم |
| ریشارد گلوکس                     |     | ۲۲ آوریل ۱۸۸۹   | ۱۰ مه ۱۹۴۵         | ۵۶ سال، ۱۸ روز   | رئیس عملیات‌های اردوگاه‌های کار اجباری آلمان نازی در اداره اصلی اقتصادی و اجرایی اس‌اس                                              | با سیانور خودکشی کرد |
| ارنست کالتنبرنر                  |     | ۴ اکتبر ۱۹۰۳    | ۱۶ اکتبر ۱۹۴۶      | ۴۳ سال، ۱۲ روز   | رئیس اداره اصلی امنیت رایش بعد از ترور راینهارد هایدریشرئیس اینترپل                                                              | با طناب دار اعدام شد |
| پاول یوزف گوبلز                  |     | ۲۹ اکتبر ۱۸۹۷   | ۱ مه ۱۹۴۵          | ۴۷ سال، ۱۸۴ روز  | وزیر پروپاگاندا ار اعضای عالی‌رتبه حزب نازی                                                                                       | خودکشی با گلوله |
| هانس میشائیل فرانک               |     | ۲۳ مه ۱۹۰۰      | ۱۶ اکتبر ۱۹۴۶      | ۴۶ سال، ۱۴۶ روز  | فرماندار دولت عمومی | با طناب دار اعدام شد |
| آرتور زایس-اینکوارت              |     | ۲۲ ژوئیه ۱۸۹۲   | ۱۶ اکتبر ۱۹۴۶      | ۵۴ سال، ۸۶ روز   | فرماندار هلند پس از اشغال و معاون هانس فرانک در دولت عمومی                                                                       | با طناب دار اعدام شد |
| کورت دالوگه                      |     | ۱۵ سپتامبر ۱۸۹۷ | ۲۴ اکتبر ۱۹۴۶      | ۴۹ سال، ۳۹ روز   | رئیس اورپو فرماندار بوهم و موراویا سازماندهی کشتارهای لیدیسه و لژاکی بعد از ترور راینهارد هایدریش                                | با طناب دار اعدام شد |
| هانس گونتر                       |     | ۲۲ اوت ۱۹۱۰     | ۵ مه ۱۹۴۵          | ۳۴ سال، ۲۵۶ روز  | رئیس اداره مرکزی مهاجرت یهودیان در پراگ                                                                                          | در جریان شورش پراگ توسط پارتیزان‌های چکی کشته‌شد |
| رولف گونتر                       |     | ۸ ژانویه ۱۹۱۳   | ۱۵ اوت ۱۹۴۵        | ۳۲ سال، ۲۱۹ روز  | معاون اول آدولف آیشمان در گشتاپو                                                                                                 | خودکشی با سیانور در زندان آمریکایی‌ها |
| فرانتس نواک                      |     | ۱۰ ژانویه ۱۹۱۳  | ۲۱ اکتبر ۱۹۸۳      | ۷۰ سال، ۲۸۴ روز  | معاون آدولف آیشمان در گشتاپو | در دهه ۶۰ میلادی دو بار به زندان افتاد اما هردوبار مشمول عفو شد                                                                                   |
| اسوالد لودویگ پوهل               |     | ۳۰ ژوئن ۱۸۹۲    | ۸ ژوئن ۱۹۵۱        | ۵۸ سال، ۳۴۳ روز  | رئیس اداره اصلی اقتصادی و اجرایی اس‌اس                                                                                            | با طناب دار اعدام شد |
| آرتور گرایزر                     |     | ۲۲ ژانویه ۱۸۹۷  | ۲۱ ژوئیه ۱۹۴۶      | ۴۹ سال، ۱۸۰ روز  | گاولایتر وارتلاند | با طناب دار اعدام شد |
| آلویس برونر                      |     | ۸ آوریل ۱۹۱۲    | حدود ۲۰۱۰          | حدود ۹۸ سال      | معاون آدولف آیشمان | فرار به مصر و سپس به سوریه؛ مرگ طبیعی در حدود ۲۰۱۰                                                                                                |
| تئودور دانکر                     |     | ۲۷ مارس ۱۹۱۳    | ۱۰ دسامبر ۱۹۴۵     | ۳۲ سال، ۲۵۸ روز  | معاون آدولف آیشمان | خودکشی در اسارت آمریکایی‌ها |
| مارتین لودویگ بورمان             |     | ۱۷ ژوئن ۱۹۰۰    | ۲ مه ۱۹۴۵          | ۴۴ سال، ۳۱۹ روز  | رئیس دفتر صدراعظمی حزب نازی منشی خصوصی آدولف هیتلر                                                                               | احتمالاً در برلین خودکشی کرد؛ جسد او در سال ۱۹۷۲ یافت شدp. 383                                                                                     |
| آلفرد ارنست روزنبرگ              |     | ۱۲ ژانویه ۱۸۹۳  | ۱۶ اکتبر ۱۹۴۶      | ۵۳ سال، ۲۷۷ روز  | تئوریسین نازی و وزیر رایش در امور اراضی اشغالی شرقی                                                                              | با طناب دار اعدام شد |
| رودولف هرمان برانت               |     | ۲ ژوئن ۱۹۰۹     | ۲ ژوئن ۱۹۴۸        | ۳۹ سال، ۰ روز    | رئیس دفتر وزارت کشور و معاون شخصی هاینریش هیملر                                                                                  | با طناب دار اعدام شد |
| رولاند فرایسلر                   |     | ۳۰ اکتبر ۱۸۹۳   | ۳ فوریه ۱۹۴۵       | ۵۱ سال، ۹۶ روز   | رئیس دادگاه خلق رایش سوم | در جریان بمباران متفقین کشته‌شد |
| ویلهلم بودوین یوهان گوستاو کایتل |     | ۲۲ سپتامبر ۱۸۸۲ | ۱۶ اکتبر ۱۹۴۶      | ۶۴ سال، ۲۴ روز   | وزیر جنگ رایش سوم و فرمانده عالی نیروهای مسلح آلمان                                                                              | با طناب دار اعدام شد |
| هرمان یولیوس هوفله               |     | ۱۹ ژوئن ۱۹۱۱    | ۲۰ اوت ۱۹۶۲        | ۵۱ سال، ۶۲ روز   | هماهنگ‌کننده عملیات راینهارد | دستگیر شد؛ با طناب دار خودکشی کرد |
| ریشارد ولفگانگ تومالا            |     | ۲۳ اکتبر ۱۹۰۳   | ۱۲ مه ۱۹۴۵         | ۴۱ سال، ۲۰۱ روز  | رئیس بخش ساخت و ساز اردوگاه‌های کار اجباری آلمان نازی در جریان عملیات راینهارد                                                    | احتمالاً توسط کمیساریای خلق در امور داخلی کشته‌شد                                                                                                   |
| اروین هرمان لامبرت               |     | ۷ دسامبر ۱۹۰۹   | ۱۵ اکتبر ۱۹۷۶      | ۶۶ سال، ۳۱۳ روز  | رئیس بخش ساخت و ساز اتاق‌های گاز اردوگاه‌های کار اجباری آلمان نازی در جریان عملیات راینهارد                                        | دستگیر شد اما تبرئه شد |
| کارل اشتویبل                     |     | ۲۵ اکتبر ۱۹۱۰   | ۲۱ سپتامبر ۱۹۴۵    | ۳۴ سال، ۳۳۱ روز  | فرمانده واحدهای حمل و نقل در جریان عملیات راینهارد                                                                               | دستگیر شد؛ خودکشی کرد |
| کارل بیشوف                       |     | ۹ اوت ۱۸۹۷      | ۲ اکتبر ۱۹۵۰       | ۵۳ سال، ۵۴ روز   | رئیس بخش ساخت و ساز در اردوگاه آشویتس                                                                                            | |
| کریستیان ویرت                    |     | ۲۴ نوامبر ۱۸۸۵  | ۲۶ مه ۱۹۴۴         | ۵۸ سال، ۱۸۴ روز  | فرمانده اردوگاه مرگ بلزک، ۱۷ مارس ۱۹۴۲—آخر اوت ۱۹۴۲                                                                              | ترور شد |
| رودلف فرانتس فردیناند هوس        |     | ۲۵ نوامبر ۱۹۰۰  | ۱۶ آوریل ۱۹۴۷      | ۴۶ سال، ۱۴۲ روز  | فرمانده اردوگاه آشویتس، ۴ مه ۱۹۴۰—۱ دسامبر ۱۹۴۳، ۸ مه ۱۹۴۴—۱۸ ژانویه ۱۹۴۵                                                        | با طناب دار اعدام شد |
| آرتور لیبهنشل                    |     | ۲۵ نوامبر ۱۹۰۱  | ۲۸ ژانویه ۱۹۴۸     | ۴۶ سال، ۶۴ روز   | فرمانده اردوگاه آشویتس، ۱ دسامبر ۱۹۴۳—۸ مه ۱۹۴۴                                                                                  | با طناب دار اعدام شد |
| ایرمفرید ابرل                    |     | ۸ سپتامبر ۱۹۱۰  | ۱۶ فوریه ۱۹۴۸      | ۳۷ سال، ۱۶۱ روز  | فرمانده اردوگاه مرگ تربلینکا، ۱۱ ژوئیه ۱۹۴۲—۲۶ اوت ۱۹۴۲                                                                          | دستگیر شد؛ با طناب دار خودکشی کرد |
| فرانتس پاول اشتانگل              |     | ۲۶ مارس ۱۹۰۸    | ۲۸ ژوئن ۱۹۷۱       | ۶۳ سال، ۹۴ روز   | فرمانده اردوگاه مرگ سوبیبور، ۲۸ آوریل ۱۹۴۲—۳۰ اوت ۱۹۴۲ فرمانده اردوگاه مرگ تربلینکا، ۱ سپتامبر ۱۹۴۲—اوت ۱۹۴۳                     | در ۲۸ فوریه ۱۹۶۷ دستگیر شد؛ در ۲۲ اکتبر ۱۹۷۰ به حبس ابد محکوم شد؛ در زندان درگذشت                                                                 |
| کورت هوبرت فرانتس                |     | ۱۷ ژانویه ۱۹۱۴  | ۴ ژوئیه ۱۹۹۸       | ۸۴ سال، ۱۶۸ روز  | فرمانده اردوگاه مرگ تربلینکا، اوت ۱۹۴۳—۱۹ اکتبر ۱۹۴۳                                                                             | در ۲ دسامبر ۱۹۵۹ دستگیر شد؛ در ۱۹۶۵ به حبس ابد محکوم شد؛ در ۱۹۹۳ به دلیل مشکلات سلامتی آزاد شد                                                    |
| فرانتس کارل رایشلایتنر           |     | ۲ دسامبر ۱۹۰۶   | ۳ ژانویه ۱۹۴۴      | ۳۷ سال، ۳۲ روز   | فرمانده اردوگاه مرگ سوبیبور، ۱ سپتامبر ۱۹۴۲—۱۷ اکتبر ۱۹۴۳                                                                        | ترور شد |
| گوتلیب هرینگ                     |     | ۲ ژوئن ۱۸۸۷     | ۹ اکتبر ۱۹۴۵       | ۵۸ سال، ۱۲۹ روز  | فرمانده اردوگاه مرگ بلزک، آخر اوت ۱۹۴۲—ژوئن ۱۹۴۳                                                                                 | قبل از دستگیری در بیمارستان درگذشت |
| آمون لئوپولد گوت                 |     | ۱۱ دسامبر ۱۹۰۸  | ۱۳ سپتامبر ۱۹۴۶    | ۳۷ سال، ۲۷۶ روز  | فرمانده اردوگاه کار اجباری کراکوف-پلاشوف                                                                                         | با طناب دار اعدام شد |
| دکتر یوزف منگله                  |     | ۱۶ مارس ۱۹۱۱    | ۷ فوریه ۱۹۷۹       | ۶۷ سال، ۳۲۸ روز  | انجام آزمایش‌های غیرانسانی در اردوگاه آشویتس و انتخاب زندانیان برای رفتن به اتاق گاز                                              | به برزیل فرار کرد؛ در ۱۹۷۹ درگذشت |
| کارل هرمان فرانک                 |     | ۲۴ ژانویه ۱۸۹۸  | ۲۲ مه ۱۹۴۶         | ۴۸ سال، ۱۱۸ روز  | رهبر اس‌اس و پلیس و وزیر بوهم و موراویا                                                                                           | با طناب دار اعدام شد |
| هانس راوتر                       |     | ۴ فوریه ۱۸۹۵    | ۲۴ مارس ۱۹۴۹       | ۵۴ سال، ۴۸ روز   | رهبر نیروهای اس‌اس و پلیس در هلند                                                                                                 | تیرباران شد |
| کارل اوبرگ                       |     | ۲۷ ژانویه ۱۸۹۷  | ۳ ژوئن ۱۹۶۵        | ۶۸ سال، ۱۲۷ روز  | رهبر نیروهای اس‌اس و پلیس در فرانسه                                                                                               | بعد از جنگ دستگیر شد و در سال ۱۹۶۲ آزاد شد |
| والتر راوف                       |     | ۱۹ ژوئن ۱۹۰۶    | ۱۴ مه ۱۹۸۴         | ۷۷ سال، ۳۳۰ روز  | مهم‌ترین نازی تحت‌تعقیب در دهه ۷۰ و ۸۰ میلادی؛ طراحی ون‌های گاز برای قتل یهودیان و معلولان                                          | در ایتالیا دستگیر شد اما فرار کرد و به سوریه، سپس به اکوادور و سپس به شیلی رفت و در آنجا دستگیر شد اما پس از مدت کمی آزاد شد و در سال ۱۹۸۴ درگذشت |
| دکتر ادوارد ویرتس                |     | ۴ سپتامبر ۱۹۰۹  | ۲۰ سپتامبر ۱۹۴۵    | ۳۶ سال، ۱۶ روز   | انجام آزمایش‌های غیرانسانی در اردوگاه آشویتس                                                                                      | دستگیر شد؛ با طناب دار خودکشی کرد |
| دکتر هورست شومان                 |     | ۱ مه ۱۹۰۶       | ۵ مه ۱۹۸۳          | ۷۷ سال، ۴ روز    | انجام آزمایش‌های غیرانسانی در اردوگاه آشویتس                                                                                      | در ۱۹۶۶ دستگیر شد؛ در ۲۹ ژوئیه ۱۹۷۲ به‌دلیل مسایل سلامتی آزاد شد                                                                                   |
| دکتر کارل کلاوبرگ                |     | ۲۸ سپتامبر ۱۸۹۸ | ۹ اوت ۱۹۵۷         | ۵۸ سال، ۳۱۵ روز  | انجام آزمایش‌های غیرانسانی در اردوگاه آشویتس                                                                                      | دستگیر شد؛ در ۱۹۵۵ آزاد شد؛ دوباره در آلمان غربی دستگیر شد اما پیش از محاکمه درگذشت                                                               |
| ویکتور هرمان براک                |     | ۹ نوامبر ۱۹۰۴   | ۲ ژوئن ۱۹۴۸        | ۴۳ سال، ۲۰۶ روز  | عملیات تی۴; انجام آزمایش‌های غیرانسانی                                                                                            | با طناب دار اعدام شد |
| دکتر کارل فرانتس گبهارت          |     | ۲۳ نوامبر ۱۸۹۷  | ۲ ژوئن ۱۹۴۸        | ۵۰ سال، ۱۹۲ روز  | انجام آزمایش‌های غیرانسانی در اردوگاه‌های کار اجباری آلمان نازی                                                                    | با طناب دار اعدام شد |
| دکتر فریتس کلاین                 |     | ۲۴ نوامبر ۱۸۸۸  | ۱۳ دسامبر ۱۹۴۵     | ۵۷ سال، ۱۹ روز   | انتخاب زندانیان برای قتل در اتاق گاز در اردوگاه آشویتس                                                                           | با طناب دار اعدام شد |
| دکتر کارل برانت                  |     | ۸ ژانویه ۱۹۰۴   | ۲ ژوئن ۱۹۴۸        | ۴۴ سال، ۱۴۶ روز  | از افراد اصلی عملیات تی۴ انجام آزمایش‌های غیرانسانی                                                                               | با طناب دار اعدام شد |
| فیلیپ بوهلر                      |     | ۱۱ سپتامبر ۱۸۹۹ | ۱۹ مه ۱۹۴۵         | ۴۵ سال، ۲۵۰ روز  | مسئول عملیات عملیات تی۴ | دستگیر شد؛ با سیانور خودکشی کرد |
| یوزف کرامر                       |     | ۱۰ نوامبر ۱۹۰۶  | ۱۳ دسامبر ۱۹۴۵     | ۳۹ سال، ۳۳ روز   | معاون فرمانده اردوگاه آشویتس فرمانده اردوگاه کار اجباری برگن ـ بلزن                                                              | با طناب دار اعدام شد |
| هانس آومایر                      |     | ۲۰ اوت ۱۹۰۶     | ۲۸ ژانویه ۱۹۴۸     | ۴۱ سال، ۱۶۱ روز  | معاون فرمانده اردوگاه آشویتس | با طناب دار اعدام شد |
| فرانتس هوسلر                     |     | ۴ فوریه ۱۹۰۶    | ۱۳ دسامبر ۱۹۴۵     | ۳۹ سال، ۳۱۲ روز  | معاون فرمانده اردوگاه آشویتس | با طناب دار اعدام شد |
| کارل فریچ                        |     | ۱۰ ژوئیه ۱۹۰۳   | ۲ مه ۱۹۴۵?         | ۴۱ سال، ۲۹۶ روز? | معاون فرمانده اردوگاه آشویتس | در می ۱۹۴۵ ناپدید شد؛ سرنوشت نامعلوم |
| ماکسیمیلیان گرابنر               |     | ۲ اکتبر ۱۹۰۵    | ۲۸ ژانویه ۱۹۴۸     | ۴۲ سال، ۱۱۸ روز  | فرمانده گشتاپو در اردوگاه آشویتس                                                                                                 | با طناب دار اعدام شد |
| هاینریش آرتور ماتهز              |     | ۱۱ ژانویه ۱۹۰۲  | درگذشته            |                  | معاون فرمانده اردوگاه مرگ تربلینکا                                                                                               | در ۱۹۶۴ دستگیر شد؛ در ۳ سپتامبر ۱۹۶۵ به حبس ابد محکوم شد                                                                                          |
| یوزف کاسپار اوبرهاوزر            |     | ۲۱ ژانویه ۱۹۱۵  | ۲۲ نوامبر ۱۹۷۹     | ۶۴ سال، ۳۰۵ روز  | معاون فرمانده اردوگاه مرگ بلزک                                                                                                   | به زندان رفت و در آوریل ۱۹۵۶ آزاد شد |
| لورنس ماری هاکنهولت              |     | ۲۵ ژوئن ۱۹۱۴    | ۳۱ دسامبر ۱۹۴۵     | ۳۱ سال، ۱۸۹ روز  | مشارکت در ساخت اتاق گاز و جلاد در اردوگاه مرگ بلزک و برخی اردوگاه‌های دیگر                                                        | |
| یوهان نیمان                      |     | ۴ اوت ۱۹۱۳      | ۱۴ اکتبر ۱۹۴۳      | ۳۰ سال، ۷۱ روز   | معاون فرمانده اردوگاه مرگ بلزک و اردوگاه مرگ سوبیبور                                                                             | ترور شد |
| گوستاو فرانتس واگنر              |     | ۱۸ ژوئیه ۱۹۱۱   | ۳ اکتبر ۱۹۸۰       | ۶۹ سال، ۷۷ روز   | معاون فرمانده اردوگاه مرگ سوبیبور                                                                                                | در زندان خودکشی کرد |
| کارل آگوست ویلهلم فرنتسل         |     | ۲۸ اوت ۱۹۱۱     | ۲ سپتامبر ۱۹۹۶     | ۸۵ سال، ۵ روز    | فرمانده کمپ I اردوگاه مرگ سوبیبور                                                                                                | در ۲۲ مارس ۱۹۶۲ دستگیر شد؛ در ۲۰ دسامبر ۱۹۶۶ به حبس ابد محکوم شد؛ به‌دلیل مسایل سلامتی در ۱۹۸۲ آزاد شد                                             |
| هرمان میشل                       |     | ۲۳ آوریل ۱۹۱۲   |                    |                  | معاون فرمانده اردوگاه مرگ سوبیبور                                                                                                | نامعلوم |
| هرمان اریش باور                  |     | ۲۶ مارس ۱۹۰۰    | ۴ فوریه ۱۹۸۰       | ۷۹ سال، ۳۱۵ روز  | مسئول اتاق گاز در اردوگاه مرگ سوبیبور                                                                                            | به حبس ابد محکوم شد و در زندان درگذشت |
| هاینتس کورت بولندر               |     | ۲۱ مه ۱۹۱۲      | ۱۰ اکتبر ۱۹۶۶      | ۵۴ سال، ۱۴۲ روز  | مسئول اتاق گاز در اردوگاه مرگ سوبیبور                                                                                            | در می ۱۹۶۱ دستگیر شد؛ با طناب دار خودکشی کرد |
| یورگن اشتروپ                     |     | ۲۶ سپتامبر ۱۸۹۵ | ۶ مارس ۱۹۵۲        | ۵۶ سال، ۱۶۲ روز  | سرکوب شورش گتوی ورشو | با طناب دار اعدام شد |
| فریدریش-ویلهلم کروگر             |     | ۲۷ فوریه ۱۸۹۴   | ۹ مه ۱۹۴۵          | ۵۱ سال، ۷۱ روز   | رهبر نیروهای اس‌اس و پلیس در دولت عمومی                                                                                           | خودکشی کرد |
| برونو هاینریش اشترکنباخ          |     | ۷ فوریه ۱۹۰۲    | ۲۸ اکتبر ۱۹۷۷      | ۷۵ سال، ۲۶۳ روز  | فرمانده اولین گروه آینزاتس‌گروپن                                                                                                  | به زندان افتاد؛ در ۱۰ اکتبر ۱۹۵۵ آزاد شد |
| فریدریش اگوست یکلن               |     | ۲ فوریه ۱۸۹۵    | ۳ فوریه ۱۹۴۶       | ۵۱ سال، ۱ روز    | مسئول کشتار رومبولا، بابی یار و کشتار کامیانتس-پودیلسکی                                                                          | با طناب دار اعدام شد |
| فرانتس اشتاهلکر                  |     | ۱۰ اکتبر ۱۹۰۰   | ۲۳ مارس ۱۹۴۲       | ۴۱ سال، ۱۶۴ روز  | از فرماندهان گروه A آینزاتس‌گروپن در کشورهای حوزه دریای بالتیک                                                                    | در جنگ جهانی دوم کشته شد |
| هاینتس یوست                      |     | ۹ ژوئیه ۱۹۰۴    | ۱۲ نوامبر ۱۹۶۴     | ۶۰ سال، ۱۲۶ روز  | از فرماندهان گروه A آینزاتس‌گروپن در کشورهای حوزه دریای بالتیک                                                                    | به زندان افتاد و در سال ۱۹۵۱ آزاد شد |
| هومبرت آخامر-پیفرادر             |     | ۲۱ نوامبر ۱۹۰۰  | ۲۵ آوریل ۱۹۴۵      | ۴۴ سال، ۱۵۵ روز  | از فرماندهان گروه A آینزاتس‌گروپن در کشورهای حوزه دریای بالتیک                                                                    | در حمله هوایی کشته‌شد |
| فریدریش پانتسینگر                |     | ۱ فوریه ۱۹۰۳    | ۸ اوت ۱۹۵۹         | ۵۶ سال، ۱۸۸ روز  | از فرماندهان گروه A آینزاتس‌گروپن در کشورهای حوزه دریای بالتیک                                                                    | دستگیر شد؛ خودکشی کرد |
| ویلهلم فوکس                      |     | ۱ سپتامبر ۱۸۹۸  | ۲۴ ژانویه ۱۹۴۷     | ۴۸ سال، ۱۴۵ روز  | از فرماندهان گروه A آینزاتس‌گروپن در کشورهای حوزه دریای بالتیک                                                                    | اعدام شد |
| ادوارد اشتراوخ                   |     | ۱۷ اوت ۱۹۰۶     | ۱۵ سپتامبر ۱۹۵۵    | ۴۹ سال، ۲۹ روز   | از فرماندهان گروه دوم کماندوهای اقدام ویژه در لتونی                                                                              | در زندان درگذشت |
| رودولف لانگه                     |     | ۱۸ آوریل ۱۹۱۰   | ۲۳ فوریه ۱۹۴۵      | ۳۴ سال، ۳۱۱ روز  | از فرماندهان گروه دوم کماندوهای اقدام ویژه در لتونی                                                                              | احتمالاً در جنگ جهانی دوم کشته شده |
| کارل یگر                         |     | ۲۰ سپتامبر ۱۸۸۸ | ۲۲ ژوئن ۱۹۵۹       | ۷۰ سال، ۲۷۵ روز  | از فرماندهان گروه سوم کماندوهای اقدام ویژه در لیتوانی                                                                            | در ۱۹۵۹ دستگیر شد؛ خودکشی کرد |
| هرمان شاپر                       |     | ۱۲ اوت ۱۹۱۱     | درگذشته پس از ۲۰۰۲ | بالای ۹۰ سال     | از فرماندهان گروه B آینزاتس‌گروپن در لهستان                                                                                       | به زندان افتاد و آزاد شد |
| آرتور نبه                        |     | ۱۳ نوامبر ۱۸۹۴  | ۲۱ مارس ۱۹۴۵       | ۵۰ سال، ۱۲۸ روز  | از فرماندهان گروه B آینزاتس‌گروپن در بلاروس                                                                                       | توسط آلمان نازی به جرم شرکت در کودتای ۲۰ ژوئیه اعدام شد                                                                                           |
| اریش ناومان                      |     | ۲۹ آوریل ۱۹۰۵   | ۸ ژوئن ۱۹۵۱        | ۴۶ سال، ۴۰ روز   | از فرماندهان گروه B آینزاتس‌گروپن در بلاروس                                                                                       | با طناب دار اعدام شد |
| هورست بومه                       |     | ۲۴ اوت ۱۹۰۹     | ۱۰ آوریل ۱۹۴۵      | ۳۵ سال، ۲۲۹ روز  | از فرماندهان گروه B آینزاتس‌گروپن در بلاروس و از فرماندهان گروه C آینزاتس‌گروپن در شمال و مرکز اوکراین                             | احتمالاً کشته‌شده |
| اریش ارلینگر                     |     | ۱۴ اکتبر ۱۹۱۰   | ۳۱ ژوئیه ۲۰۰۴      | ۹۳ سال، ۲۹۱ روز  | از فرماندهان گروه B آینزاتس‌گروپن در بلاروس                                                                                       | در دسامبر ۱۹۵۸ دستگیر شد؛ به ۱۲ سال زندان محکوم شد                                                                                                |
| هاینریش اوتو زیتسن               |     | ۲۲ ژوئن ۱۹۰۶    | ۲۸ سپتامبر ۱۹۴۵    | ۳۹ سال، ۹۸ روز   | از فرماندهان گروه B آینزاتس‌گروپن در بلاروس                                                                                       | دستگیر شد؛ با سیانور خودکشی کرد |
| اوتو برادفیش                     |     | ۱۰ مه ۱۹۰۳      | ۲۲ ژوئن ۱۹۹۴       | ۹۱ سال، ۴۳ روز   | از فرماندهان گروه هشتم کماندوهای اقدام ویژه در بلاروس                                                                            | در ۲۱ آوریل ۱۹۵۸ دستگیر شد؛ در ۱۹۶۳ به ۱۳ سال زندان محکوم شد                                                                                      |
| امیل اوتو راش                    |     | ۷ دسامبر ۱۸۹۱   | ۱ نوامبر ۱۹۴۸      | ۵۶ سال، ۳۳۰ روز  | از فرماندهان گروه C آینزاتس‌گروپن در شمال و مرکز اوکراین                                                                          | در زندان درگذشت |
| ماکس توماس                       |     | ۴ اوت ۱۸۹۱      | ۶ دسامبر ۱۹۴۵      | ۵۴ سال، ۱۲۴ روز  | از فرماندهان گروه C آینزاتس‌گروپن در شمال و مرکز اوکراین                                                                          | خودکشی کرد |
| پاول بلوبل                       |     | ۱۳ اوت ۱۸۹۴     | ۸ ژوئن ۱۹۵۱        | ۵۶ سال، ۲۹۹ روز  | از فرماندهان گروه 4a کماندوهای اقدام ویژه                                                                                        | با طناب دار اعدام شد |
| اوتو اولندرف                     |     | ۴ فوریه ۱۹۰۷    | ۸ ژوئن ۱۹۵۱        | ۴۴ سال، ۱۲۴ روز  | از فرماندهان گروه D آینزاتس‌گروپن در جنوب اوکراین، مولداوی و کریمه                                                                | با طناب دار اعدام شد |
| والتر بیرکامپ                    |     | ۱۷ دسامبر ۱۹۰۱  | ۱۵ مه ۱۹۴۵         | ۴۳ سال، ۱۴۹ روز  | از فرماندهان گروه D آینزاتس‌گروپن در جنوب اوکراین، مولداوی و کریمه                                                                | خودکشی کرد |
| ورنر براونه                      |     | ۱۱ آوریل ۱۹۰۹   | ۸ ژوئن ۱۹۵۱        | ۴۲ سال، ۵۸ روز   | از فرماندهان گروه 11b کماندوهای اقدام ویژه در جنوب اوکراین و کریمه                                                               | با طناب دار اعدام شد |
| ماریا مندل                       |     | ۱۰ ژانویه ۱۹۱۲  | ۲۴ ژانویه ۱۹۴۸     | ۳۶ سال، ۱۴ روز   | فرمانده کمپ زنان در اردوگاه آشویتس                                                                                               | با طناب دار اعدام شد |
| ایرما آیدا ایلزه گرزه            |     | ۷ اکتبر ۱۹۲۴    | ۱۳ دسامبر ۱۹۴۵     | ۲۱ سال، ۶۷ روز   | سرپرست بخش زنان در اردوگاه کار اجباری برگن ـ بلزن و اردوگاه آشویتس                                                               | با طناب دار اعدام شد |